# Dasiops luridipennis
Dasiops luridipennis är en tvåvingeart som först beskrevs av Charles Howard Curran 1932.  Dasiops luridipennis ingår i släktet Dasiops och familjen stjärtflugor.
Artens utbredningsområde är Venezuela. Inga underarter finns listade i Catalogue of Life.